# Лёгкий артиллерийский полк РККА
Лёгкий артиллерийский полк (лап) — тактическое формирование Рабоче-крестьянской Красной армии периода Великой Отечественной войны.

## Описание
Лёгкие артиллерийские полки были в целом аналогичны истребительно-противотанковым (иптап) и на 1944 год имели по 24 76-мм орудия. На 1942 год в РККА имелось 79 лёгких артиллерийских полков.
Лёгкие артиллерийские полки находились в составе танковых корпусов, лёгких артиллерийских бригад.
На вооружении лёгких артиллерийских полков находилась 76-мм дивизионная пушка образца 1942 года (ЗИС-3). В 1942 году в полку было три дивизиона по две батареи, всего 24 орудия 76 мм.